# Ministerio Público (Chile)
El Ministerio Público (MP) o Fiscalía de Chile es un organismo autónomo —es decir, no forma parte de ninguno de los poderes del Estado chileno— y jerarquizado, cuya función es dirigir en forma exclusiva la investigación de los hechos constitutivos de delito, los que determinen la participación punible y los que acrediten la inocencia del imputado y, en su caso, ejercer la acción penal pública en la forma prevista por la ley; de igual manera, le corresponde la adopción de medidas para proteger a las víctimas y a los testigos.
Fue creado en el marco de la reforma procesal penal, que remplazó el proceso inquisitorio vigente en Chile desde el periodo colonial, a través del derecho indiano, y mantenido tras la independencia en el Código de Procedimiento Penal de 1906. Este organismo fue creado mediante una reforma constitucional, efectuada el 16 de septiembre de 1997 por la ley N.° 19.519. Está regulado por la Constitución Política de la República en el Capítulo VII denominado "Ministerio Público", entre los artículos 83 y 91, también por la ley N.° 19.640, publicada el 15 de octubre de 1999, así como por el Código Procesal Penal.

## Organización
El Ministerio Público está compuesto de una Fiscalía Nacional y de 19 Fiscalías Regionales, que organizan su trabajo a través de fiscalías locales, que son sus unidades operativas. Además, posee un Consejo General, que actúa como órgano asesor y de colaboración del Fiscal Nacional (artículo 12 de la LOCMP).

### Fiscalía Nacional
El Fiscal Nacional es el jefe superior del Ministerio Público y responsable de su funcionamiento. La Fiscalía Nacional tiene su sede en la ciudad de Santiago. (artículo 13 de la LOCMP).
El Fiscal Nacional dura ocho años en su cargo y no puede ser designado para el período siguiente. Su elección comienza con una quina (cinco candidatos) seleccionados por el pleno de la Corte Suprema de Chile, de esa quina el presidente de Chile selecciona a un candidato que finalmente debe ser aprobado por el consenso del Senado (dos tercios). 
De acuerdo al artículo 14 de la LOCMP, para poder ser designado como Fiscal Nacional la persona debe cumplir los siguientes requisitos:
- Ser ciudadano con derecho a sufragio: según la Constitución de la República de Chile, para ser ciudadano se debe ser chileno y tener mayoría de edad, esto es, 18 años, y no haber sido condenado a pena aflictiva.[5] Una persona por el hecho de ser ciudadano chileno posee el derecho a sufragio.
- Tener a lo menos diez años el título de abogado.
- Haber cumplido cuarenta años de edad.
- No encontrarse sujeto a alguna de las incapacidades e incompatibilidades previstas en la LOCMP.

Las funciones del Fiscal Nacional están enumeradas en el artículo 17 de la LOCMP.

#### Consejo General
El Consejo General es un órgano colegiado, integrado por el Fiscal Nacional, que lo preside, y por todos los Fiscales Regionales, que cumple funciones de órgano consultivo y asesor de la Fiscalía Nacional.

### Fiscalías Regionales
Las Fiscalías Regionales ejercen las funciones y atribuciones del Ministerio Público en la región o extensión geográfica de la región que le corresponda por sí o por medio de los fiscales 
adjuntos que se encuentran bajo su dependencia (artículo 27 de la LOCMP).
Los Fiscales Regionales duran ocho años en el ejercicio de sus funciones y no pueden ser designados como tales por el período siguiente, lo que no obsta a que puedan ser nombrados en otro cargo del Ministerio Público. 
Los requisitos para ser nombrado Fiscal Regional se encuentran en el artículo 31 de la LOCMP:
- Ser ciudadano con derecho a sufragio.
- Tener a lo menos cinco años el título de abogado.
- Haber cumplido treinta años de edad.
- No encontrarse sujeto a alguna de las incapacidades e incompatibilidades señaladas en la LOCMP.

Las funciones del Fiscal Regional están enumeradas en el artículo 32 de la LOCMP. Además el Fiscal Regional debe rendir cuenta de las actividades desarrolladas por el Ministerio Público en la región en audiencia pública durante el mes de enero (artículo 36 inciso 1 de la LOCMP)
En cada una de las Fiscalías Regionales se encuentran las siguientes unidades administrativas (artículo 34 de LOCMP):
a) División de Evaluación, Control y Desarrollo de la Gestión;
b) División de Recursos Humanos;
c) División de Administración y Finanzas;
d) División de Informática, y
e) División de Atención a las Víctimas y Testigos, que tiene por objeto el cumplimiento de las tareas que a este respecto le encomienda al Ministerio Público el Código Procesal Penal.
Además de Direcciones Ejecutivas Regionales.
Tanto el Director Ejecutivo Regional como los jefes de las unidades administrativas son funcionarios de la exclusiva confianza del Fiscal Regional correspondiente.

#### Listado de las Fiscalías Regionales
Listado de las Fiscalías Regionales, con sus correspondientes regiones, y sus Fiscales Regionales, a diciembre de 2020:
| #  | Fiscalía                                | Región                                              | Fiscal Regional              |
| -- | --------------------------------------- | --------------------------------------------------- | ---------------------------- |
| 1  | Fiscalía Regional de Arica y Parinacota | Región de Arica y Parinacota                        | Mario Carrera Guerrero       |
| 2  | Fiscalía Regional de Tarapacá           | Región de Tarapacá                                  | Trinidad Steinert            |
| 3  | Fiscalía Regional de Antofagasta        | Región de Antofagasta                               | Juan Castro Bekios           |
| 4  | Fiscalía Regional de Atacama            | Región de Atacama                                   | Alexis Rogat Lucero          |
| 5  | Fiscalía Regional de Coquimbo           | Región de Coquimbo                                  | Patricio Cooper              |
| 6  | Fiscalía Regional de Valparaíso         | Región de Valparaíso                                | Claudia Perivancich Hoyuelos |
| 7  | Fiscalía R.M. Occidente                 | Región Metropolitana de Santiago                    | Maros Pasten Campos          |
| 8  | Fiscalía R.M. Oriente                   | Región Metropolitana de Santiago                    | Lorena Parra                 |
| 9  | Fiscalía R.M. Centro-Norte              | Región Metropolitana de Santiago                    | Xavier Armendáriz Salamero   |
| 10 | Fiscalía R.M. Sur                       | Región Metropolitana de Santiago                    | Héctor Barros Vásquez        |
| 11 | Fiscalía Regional de O'Higgins          | Región del Libertador General Bernardo O'Higgins    | Aquiles Cubillos Cubillos    |
| 12 | Fiscalía Regional del Maule             | Región del Maule                                    | Julio Contardo Escobar       |
| 13 | Fiscalía Regional de Ñuble              | Región de Ñuble                                     | Nayalet Mansilla Donoso      |
| 14 | Fiscalía Regional del Biobío            | Región del Biobío                                   | Marcela Cartagena Ramos      |
| 15 | Fiscalía Regional de la Araucanía       | Región de la Araucanía                              | Roberto Garrido              |
| 16 | Fiscalía Regional de Los Ríos           | Región de los Ríos                                  | Tatiana Esquivel             |
| 17 | Fiscalía Regional de Los Lagos          | Región de Los Lagos                                 | Carmen Gloria Wittwer Opizt  |
| 18 | Fiscalía Regional de Aysén              | Región de Aysén del General Carlos Ibáñez del Campo | Carlos Palma Guerra          |
| 19 | Fiscalía Regional de Magallanes         | Región de Magallanes y de la Antártica Chilena      | Cristian Crisosto            |

#### Fiscalías locales
Las fiscalías locales son las unidades operativas de las Fiscalías Regionales para el cumplimiento de las tareas de investigación, ejercicio de la acción penal pública y protección de las víctimas y testigos. Están integradas por los fiscales adjuntos, administradores de fiscalía, ayudantes de fiscal, además de profesionales y personal de apoyo, como psicólogos y asistentes sociales, técnicos, administrativos y auxiliares, así como de los medios materiales que respectivamente determine el Fiscal Nacional, a propuesta del Fiscal Regional dentro de cuyo territorio se encuentre la fiscalía local.
Cada fiscalía local está integrada por uno o más fiscales adjuntos, que son designados por el Fiscal Nacional, a propuesta del Fiscal Regional. Si la fiscalía local cuenta con dos o más fiscales adjuntos, el Fiscal Regional asigna a uno de ellos el desempeño de labores de jefatura, las que realizará, con la denominación de fiscal adjunto jefe, mientras cuente con la confianza de dicho Fiscal Regional.

#### Fiscales adjuntos
El artículo 88 de la Constitución Política de la República dispone la existencia y forma de designación de los fiscales adjuntos. Según lo dispone el artículo 72 de la ley N.° 19.640 (LOCMP), son 769 fiscales adjuntos a nivel nacional, quienes ejercen de forma exclusiva las funciones de dirección de las investigaciones de delitos, el ejercicio de la persecución penal y la protección de víctimas y testigos de hechos delictuales. El 1 de marzo del año 2007, pese a la inicial reticencia manifestada por el Fiscal Nacional y gran parte del Consejo de Fiscales Regionales, los fiscales adjuntos crearon la Asociación Nacional de Fiscales del Ministerio Público, gremio que agrupa actualmente al 90 por ciento de fiscales adjuntos de todo Chile, cuyo Primer Presidente del Directorio fue el fiscal de Santiago Francisco Bravo López.
Según su acta de constitución el objeto de la Asociación Nacional de Fiscales del Ministerio Público es "promover el desarrollo, protección y promoción de la actividad de los fiscales del Ministerio Público como instrumento de progreso social y la realización de actividades conexas tales como el perfeccionamiento profesional, el fomento y la práctica de las relaciones interpersonales y el conocimiento recíproco, el desarrollo sociocultural y la dignificación de la labor de sus asociados".
La ANF es miembro de la Asociación Internacional de Fiscales desde 2012.

## Principios de actuación
Los principios que informan la actuación del Ministerio Público son los siguientes:[cita requerida]
- Principio de Legalidad: es la obligación que se impone al Ministerio Público de someter su actuar al mandato de la Constitución y las leyes.
- Principio de Objetividad: es la imposición legal que recae en el Ministerio Público en el sentido de investigar y recabar, con el mismo celo, los antecedentes de un hecho delictivo que conduzcan a establecer la culpabilidad de un imputado como aquellos que puedan probar su inocencia.
- Principio de Oportunidad: es la facultad que tiene el Ministerio Público, de no iniciar la persecución penal o abandonar la ya iniciada cuando el hecho delictivo no comprometiere gravemente el interés público a menos que la pena mínima asignada al delito excediere la de presidio o reclusión menores en su grado mínimo o que se tratare de un delito cometido por un funcionario público en el ejercicio de sus funciones.

## Fiscales Nacionales
El Fiscal Nacional es la máxima autoridad del Ministerio Público desde su creación en 1999, desde entonces cuatro funcionarios han ejercido esa función. A 2018, el Fiscal Nacional recibe una renta bruta de CLP 9 349 856 millones de pesos.
| Fiscal Nacional               | Inicio                  | Término                  | Presidentes                                                                |
| ----------------------------- | ----------------------- | ------------------------ | -------------------------------------------------------------------------- |
| Guillermo Piedrabuena Richard | 30 de noviembre de 1999 | 30 de noviembre de 2007  | Eduardo Frei Ruiz-Tagle Ricardo Lagos Escobar Michelle Bachelet Jeria      |
| Sabas Chahuán Sarrás          | 30 de noviembre de 2007 | 30 de noviembre de 2015  | Michelle Bachelet Jeria Sebastián Piñera Echenique Michelle Bachelet Jeria |
| Jorge Abbott Charme           | 1 de diciembre de 2015  | 30 de septiembre de 2022 | Michelle Bachelet Jeria Sebastián Piñera Echenique Gabriel Boric Font      |
| Ángel Valencia Vásquez        | 9 de enero de 2023      | en el cargo              | Gabriel Boric Font                                                         |